# آندری کوزیرف
آندری کوزیرف (روسی: Андрей Владимирович Козырев؛ زادهٔ ۲۷ مارس ۱۹۵۱) یک سیاست‌مدار اهل روسیه است.